# وندیپریر
وندیپریر (به انگلیسی: Vandiperiyar) یک زیستگاه انسانی در هند است که در Idukki district واقع شده‌است.

## خصوصیات
وندیپریر ۱۹٬۵۱۹ نفر جمعیت دارد و ۸۳۶ متر بالاتر از سطح دریا واقع شده‌است.